# Kanton Frankenberg
Der Kanton Frankenberg war eine Verwaltungseinheit im Distrikt Marburg des Departement der Werra im napoleonischen Königreich Westphalen. Sitz der Kantonalverwaltung war die Stadt Frankenberg (Eder) im heutigen Landkreis Waldeck-Frankenberg.
Der Kanton umfasste elf Dörfer und eine Stadt, war bewohnt von 6.082 Einwohnern und hatte eine Fläche von 2,37 Quadratmeilen.
Zum Kanton gehörten:
- die Stadt Frankenberg mit Friedrichshausen, und die Dörfer
- Bottendorf mit der Domäne Wolkersdorf,
- Bringhausen in den Birken,
- Haine,
- Hommershausen mit Rodenbach,
- Rengershausen,
- Röddenau,
- Somplar,
- Wangershausen,
- Willersdorf.

Maire des Kantons war Theodor Valentin Volkmar.